# خواهر دیگر
خواهر دیگر (به انگلیسی: The Other Sister) فیلمی محصول سال ۱۹۹۹ و به کارگردانی گری مارشال است. در این فیلم بازیگرانی همچون جولیت لوئیس، دایان کیتن، تام اسکریت، جووانی ریبیسی، پاپی مونتگومری، سارا پلسون، لیندا ثورسن، جو فلانیگان، جولیت میل، تریسی رینر و هکتور الیزوندو ایفای نقش کرده‌اند.